# Megachile aureiventris
Megachile aureiventris är en biart som beskrevs av Carlos Schrottky 1902. Megachile aureiventris ingår i släktet tapetserarbin, och familjen buksamlarbin. Inga underarter finns listade i Catalogue of Life.